# 細川和氏
細川 和氏（ほそかわ かずうじ/ともうじ）は、鎌倉時代後期から南北朝時代にかけての武将。細川公頼の子。細川氏4代当主。

## 生涯
三河国細川郷（現在の愛知県岡崎市細川町）出身。元弘の乱後から足利尊氏に仕え、討幕運動などでも功を挙げた。幕府滅亡後に後醍醐天皇による建武の新政が開始されると阿波守に任じられた。尊氏に従い北条氏残党の反乱である中先代の乱の鎮圧に参加し、そのまま建武政権から離反した尊氏に対して官軍が派遣されると、佐々木道誉や上杉憲顕らと共に迎え討ち、その後も軍事行動を共にする。
1336年、京都奪還に失敗した足利勢が九州落ちすると細川氏は四国へ派遣され、和氏は従兄弟の細川顕氏と共に四国の諸大名や国人統率などで功を挙げた。足利勢が湊川の戦いで宮方を撃破し、京都を掌握した尊氏が幕府を開くと、引付頭人、次いで侍所頭人となる。その後隠居して阿波秋月（阿波市土成町秋月）で過ごし、夢窓疎石を招き補陀寺を開く。
興国3年/康永元年（1342年）9月13日、死去。享年47。